# Leoni Franco
Leonardo Franco conegut com a Leoni Franco (Paysandú, 1942―Ciutat de Guatemala, 1 de desembre de 2015) va ser un músic, compositor i guitarrista uruguaià.
Fundador del grup uruguaià Los Iracundos, al costat del seu germà el compositor, vocalista i arranjador Eduardo Franco (1945 ― 1989). El grup es va formar en 1958 a Paysandú, Uruguai, i comptava amb sis membres: Eduardo Franco, 'Franco' (vocalista, compositor, arranjador), el seu germà Leonardo Franco, 'Leoni' (primera guitarra), Juan Carlos Velázquez, 'Juano' (bateria), Juan Bosco Zabalo, 'Bosco' (segona guitarra), Hugo Burgueño, 'Burgues' (baix elèctric, compositor i cors) i Jesús María Febrer, 'Febro' (teclats).
El grup amb més de cinquanta anys en al música, té un estil de música romàntica i pop llatí, i és la banda famosa per cançons com "Tú con él", "Apróntate para vivir" i "Te lo pido de rodillas".
Leonardo Franco va ser pare del músic i guitarrista Adán Franco, a càrrec de la segona guitarra al capdavant de la formació de Los Iracundos.
Va morir el 2 de desembre del 2015 als 73 anys en Guatemala, on el grup s'estava preparant per a un concert com a part de la seva gira. Es realitzaran els tràmits per traslladar-lo de Ciutat de Guatemala a Uruguai. Els integrants del grup van comunicar en conferència de premsa que la gira prevista al país continuarà amb els tres concerts que es tenien programats.

## Discografia
- 1964: Stop
- 1965: Sin palabras
- 1965: Con palabras
- 1965: El sonido de Los Iracundos
- 1966: Primeros en América
- 1966: En Estereofonía
- 1967: Los Iracundos en Roma
- 1967: La música de Los Iracundos
- 1968: La juventud
- 1968: Felicidad, felicidad
- 1968: Los Iracundos
- 1969: La lluvia terminó
- 1969: Los Iracundos para niños
- 1969: Los Iracundos
- 1970: Impactos
- 1971: Agua con amor
- 1971: Instrumental
- 1972: Lo mejor de Los Iracundos
- 1973: Te lo pido de rodillas
- 1974: Tango joven
- 1974: Y te has quedado sola
- 1975: Los Iracundos
- 1976: Los Iracundos
- 1977: Gol! de Los Iracundos
- 1978: Pasión y vida
- 1979: Amor y fe
- 1980: Incomparables
- 1981: Fue tormenta de verano
- 1982: 40 grados
- 1983: Los Iracundos
- 1984: Tú con él
- 1986: Iracundos 86
- 1986: 20 Grandes 20

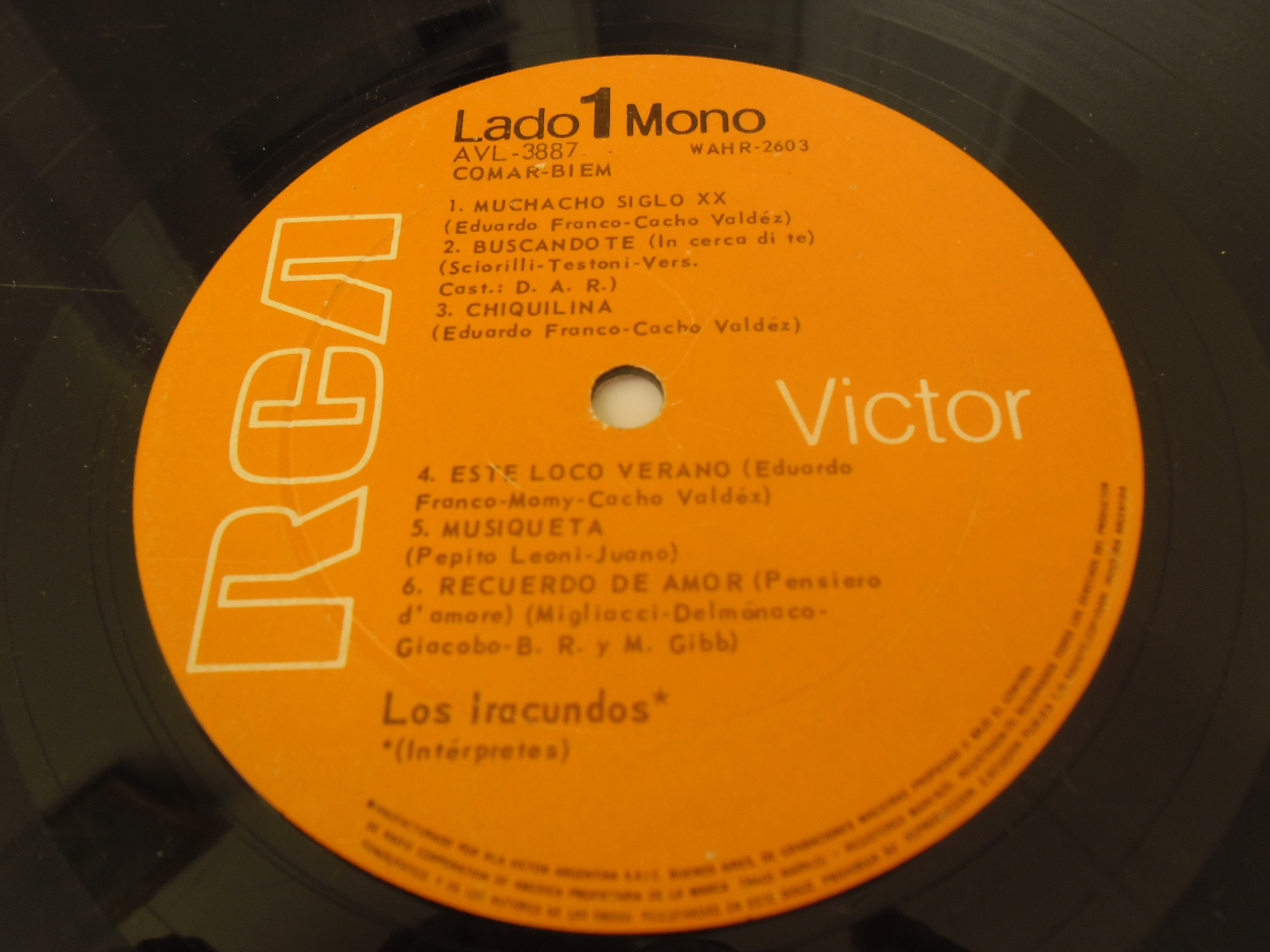
Àlbum de Los Iracundos, aquesta placa conté l'èxit Chiquilina.

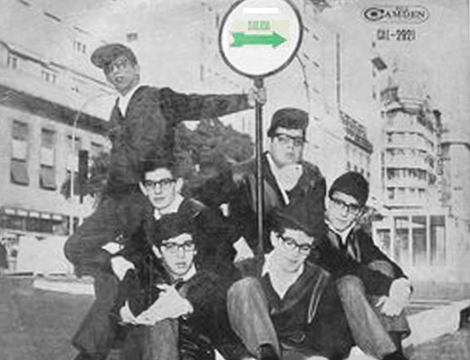
Los Iracundos el 1964.

- 1987: La Historia de Los Iracundos

## Filmografia
- 1966, Una ventana al éxito dirigida per Enrique de Rosas.
- 1966, Ritmo, amor y juventud dirigida per Enrique de Rosas.
- 1966, El galleguito de la cara sucia dirigida per Enrique Cahen Salaberry.
- 1970, Este loco verano dirigida per Fernando Arce.
- 1971, Balada para un mochilero dirigida per Carlos Rinaldi.
- 1980, Locos por la música dirigit por Enrique Dawi.